# Ziua cea mai scurtă
Ziua cea mai scurtă este un film românesc din 1990 regizat de Ștefan Gladin.